# 里夫鎮區 (印地安納州戴維斯縣)
里夫鎮區（英語：Reeve Township）是位於美國印地安納州戴維斯縣的一個行政鎮區。

## 地方資料
根據2010年美國人口普查的數據，里夫鎮區的面積為116.30平方千米，當中陸地面積為113.60平方千米，而水域面積為2.70平方千米。當地共有人口631人，而人口密度為每平方千米5.43人。